# Saint-Germain-Lespinasse
Saint-Germain-Lespinasse település Franciaországban, Loire megyében. Lakosainak száma 1222 fő (2022. január 1.). Saint-Germain-Lespinasse Saint-Forgeux-Lespinasse, Ambierle, Noailly, Saint-Haon-le-Vieux és Saint-Romain-la-Motte községekkel határos.

## Népesség
A település népessége az elmúlt években az alábbi módon változott:
| Lakosok száma | 1135 | 1186 | 1063 | 1145 | 1180 | 1223 | 1251 | 1238 | 1226 | 1222 |
|               | 1968 | 1982 | 1990 | 2006 | 2013 | 2015 | 2017 | 2019 | 2020 | 2022 |